# Arne Dahl (series)
Arne Dahl es una serie de películas y miniseries transmitidas del 25 de diciembre de 2011 hasta el 19 de abril de 2015.
La franquicia estuvo conformada por 2 películas y 8 miniseries, las cuales son adaptaciones a la pantalla de las novelas del autor sueco Jan Arnald, quien en ocasiones firma bajo el seudónimo de "Arne Dahl".

## Películas

### Arne Dahl: Misterioso(2011)
La primera película de la serie de "Arne Dahl" fue estrenada el 25 de diciembre del 2011.
Cuando tres financieros suecos son asesinados en tres noches consecutivas, se crea la Unidad Especial "A-group" liderada por la detective Jenny Hultin quien junto a un grupo de seis detectives deberán encontrar al responsable antes de que asesine a más gente.
| Actor             | Personaje       | Ocupación                                              |
| ----------------- | --------------- | ------------------------------------------------------ |
| Shanti Roney      | Paul Hjelm      | Detective de la Unidad Especial "Grupo A"              |
| Matias Varela     | Jorge Chavez    | Detective de la Unidad Especial "Grupo A"              |
| Malin Arvidsson   | Kerstin Holm    | Detective de la Unidad Especial "Grupo A"              |
| Magnus Samuelsson | Gunnar Nyberg   | Detective de la Unidad Especial "Grupo A"              |
| Claes Ljungmark   | Viggo Norlander | Detective de la Unidad Especial "Grupo A"              |
| Niklas Åkerfelt   | Arto Söderstedt | Detective de la Unidad Especial "Grupo A" / ex-Abogado |
| Irene Lindh       | Jenny Hultin    | Inspectora en Jefe de la Unidad / Detective            |

### Arne Dahl: Ont blod(2012)
La segunda película de la franquicia fue estrenada el 21 de octubre del 2012.
Cuando un asesino en serie estadounidense llega de Nueva York a Suecia y comienza una sangrienta serie de asesinatos, el "Grupo A" unirá fuerzas con el FBI en un intento desesperado por atraparlo.
| Actor             | Personaje       | Ocupación                                   |
| ----------------- | --------------- | ------------------------------------------- |
| Shanti Roney      | Paul Hjelm      | Detective de la Unidad Especial "Grupo A"   |
| Matias Varela     | Jorge Chavez    | Detective de la Unidad Especial "Grupo A"   |
| Malin Arvidsson   | Kerstin Holm    | Detective de la Unidad Especial "Grupo A"   |
| Magnus Samuelsson | Gunnar Nyberg   | Detective de la Unidad Especial "Grupo A"   |
| Claes Ljungmark   | Viggo Norlander | Detective de la Unidad Especial "Grupo A"   |
| Niklas Åkerfelt   | Arto Söderstedt | Detective de la Unidad Especial "Grupo A"   |
| Irene Lindh       | Jenny Hultin    | Inspectora en Jefe de la Unidad / Detective |
| Filip Berg        | Olle Malmqvist  | -                                           |

## Miniseries de televisión

### Arne Dahl: Upp till toppen av berget(2012)
La primera miniserie fue transmitida del 4 de noviembre del 2012 al 2 de mayo del 2013.
Cuando un oficial encubierto y su familia son asesinados, la Unidad Especial "Grupo A" deberá detener al responsable, el cual sospechan es una de las personas más respetadas en la sociedad.
| Actor             | Personaje       | Ocupación                                   | Episodios | Duración    |
| ----------------- | --------------- | ------------------------------------------- | --------- | ----------- |
| Shanti Roney      | Paul Hjelm      | Detective de la Unidad Especial "Grupo A"   | 2         | 2012 - 2013 |
| Matias Varela     | Jorge Chavez    | Detective de la Unidad Especial "Grupo A"   | 2         | 2012 - 2013 |
| Malin Arvidsson   | Kerstin Holm    | Detective de la Unidad Especial "Grupo A"   | 2         | 2012 - 2013 |
| Magnus Samuelsson | Gunnar Nyberg   | Detective de la Unidad Especial "Grupo A"   | 2         | 2012 - 2013 |
| Claes Ljungmark   | Viggo Norlander | Detective de la Unidad Especial "Grupo A"   | 2         | 2012 - 2013 |
| Niklas Åkerfelt   | Arto Söderstedt | Detective de la Unidad Especial "Grupo A"   | 2         | 2012 - 2013 |
| Vera Vitali       | Sara Svenhagen  | Investigadora de Abuso Infantil             | 2         | 2012 - 2013 |
| Irene Lindh       | Jenny Hultin    | Inspectora en Jefe de la Unidad / Detective | 2         | 2012 - 2013 |

### Arne Dahl: De största vatten(2012)
La segunda entrega en miniserie y fue transmitida del 18 de febrero del 2012 al 22 de febrero del 2012. 
Cuando un refugiado africano es asesinado a disparos por la policía, el equipo deberá encontrar al responsable luego de que el suceso los lleve a descubrir una serie de crímenes.
| Actor             | Personaje       | Ocupación                                   | Episodios | Duración |
| ----------------- | --------------- | ------------------------------------------- | --------- | -------- |
| Shanti Roney      | Paul Hjelm      | Detective de la Unidad Especial "Grupo A"   | 2         | 2012     |
| Matias Varela     | Jorge Chavez    | Detective de la Unidad Especial "Grupo A"   | 2         | 2012     |
| Malin Arvidsson   | Kerstin Holm    | Detective de la Unidad Especial "Grupo A"   | 2         | 2012     |
| Magnus Samuelsson | Gunnar Nyberg   | Detective de la Unidad Especial "Grupo A"   | 2         | 2012     |
| Claes Ljungmark   | Viggo Norlander | Detective de la Unidad Especial "Grupo A"   | 2         | 2012     |
| Niklas Åkerfelt   | Arto Söderstedt | Detective de la Unidad Especial "Grupo A"   | 2         | 2012     |
| Vera Vitali       | Sara Svenhagen  | Detective de la Unidad Especial "Grupo A"   | 2         | 2012     |
| Irene Lindh       | Jenny Hultin    | Inspectora en Jefe de la Unidad / Detective | 2         | 2012     |
| Henrik Norlén     | Dag Lundmark    | Oficial de Policía                          | 2         | 2012     |

### Arne Dahl: Europa blues(2012)
La tercera miniserie y la quinta parte de la franquicia fue estrenada el 14 de marzo del 2012.
Cuando un hombre es encontrado muerto colgado de un árbol y otro cuerpo es encontrado en el recinto de Skansen, cinco jóvenes intentan huir de Suecia, el equipo especial es llamado para resolver los crímenes.
| Actor             | Personaje       | Ocupación                                   | Episodios | Duración |
| ----------------- | --------------- | ------------------------------------------- | --------- | -------- |
| Shanti Roney      | Paul Hjelm      | Detective de la Unidad Especial "Grupo A"   | 2         | 2012     |
| Matias Varela     | Jorge Chavez    | Detective de la Unidad Especial "Grupo A"   | 2         | 2012     |
| Malin Arvidsson   | Kerstin Holm    | Detective de la Unidad Especial "Grupo A"   | 2         | 2012     |
| Magnus Samuelsson | Gunnar Nyberg   | Detective de la Unidad Especial "Grupo A"   | 2         | 2012     |
| Claes Ljungmark   | Viggo Norlander | Detective de la Unidad Especial "Grupo A"   | 2         | 2012     |
| Niklas Åkerfelt   | Arto Söderstedt | Detective de la Unidad Especial "Grupo A"   | 2         | 2012     |
| Vera Vitali       | Sara Svenhagen  | Detective de la Unidad Especial "Grupo A"   | 2         | 2012     |
| Irene Lindh       | Jenny Hultin    | Inspectora en Jefe de la Unidad / Detective | 2         | 2012     |

### Arne Dahl: En midsommarnattsdröm(2015)
La miniserie fue estrenada el 15 de febrero del 2015 y la segunda parte el 22 de febrero del 2015 en Suecia.
Después de desmantelarse, la Unidad Especial conocida como "Grupo A" es reunida rápidamente para encontrar a un asesino en serie que está matando a mujeres polacas en Suecia.
| Actor                | Personaje             | Ocupación                                            | Episodios | Duración |
| -------------------- | --------------------- | ---------------------------------------------------- | --------- | -------- |
| Malin Arvidsson      | Kerstin Holm          | Inspectora en Jefe de la Unidad Especial / Detective | 2         | 2015     |
| Shanti Roney         | Paul Hjelm            | Detective de Asuntos Internos                        | 2         | 2015     |
| Magnus Samuelsson    | Gunnar Nyberg         | Detective de la Unidad Especial "Grupo A"            | 2         | 2015     |
| Niklas Åkerfelt      | Arto Söderstedt       | Detective de la Unidad Especial "Grupo A"            | 2         | 2015     |
| Alexander Salzberger | Jorge Chavez          | Detective de la Unidad Especial "Grupo A"            | 2         | 2015     |
| Vera Vitali          | Sara Svenhagen-Chavez | Detective de la Unidad Especial "Grupo A"            | 2         | 2015     |
| Natalie Minnevik     | Ida Jankowicz         | Detective de la Unidad Especial "Grupo A"            | 2         | 2015     |

### Arne Dahl: Dödsmässa(2015)
La miniserie fue transmitida del 1 de mayo del 2015 al 8 de mayo del 2015.
Después de un brutal robo en un banco del centro de Estocolmo realizado por rusos, el "Grupo A" junto con la inteligencia de los Estados Unidos, deberán encontrar a los culpables y la conexión que tienen con la Guerra Fría, antes de que sus acciones cobren la vida de más personas.
| Actor                | Personaje             | Ocupación                        | Especialidad              | Episodios | Duración |
| -------------------- | --------------------- | -------------------------------- | ------------------------- | --------- | -------- |
| Malin Arvidsson      | Kerstin Holm          | Inspectora en Jefe de la Unidad  | -                         | 2         | 2015     |
| Shanti Roney         | Paul Hjelm            | Jefe de Asuntos Internos         | -                         | 2         | 2015     |
| Magnus Samuelsson    | Gunnar Nyberg         | Detective de la Unidad "Grupo A" | -                         | 2         | 2015     |
| Niklas Åkerfelt      | Arto Söderstedt       | Detective de la Unidad "Grupo A" | Análisis                  | 2         | 2015     |
| Alexander Salzberger | Jorge Chavez          | Detective de la Unidad "Grupo A" | Tecnología en Información | 2         | 2015     |
| Vera Vitali          | Sara Svenhagen-Chavez | Detective de la Unidad "Grupo A" | Pedofília y Tráfico       | 2         | 2015     |
| Natalie Minnevik     | Ida Jankowicz         | Detective de la Unidad "Grupo A" | Idiomas                   | 2         | 2015     |

### Arne Dahl: Mörkertal(2015)
La miniserie fue transmitida del 15 de marzo del 2015 al 22 de marzo del 2015.
Cuando dos jóvenes niñas suecas son encontradas asesinadas a las afueras de Bruselas el equipo identifica una relación entre las muertes y una banda de motociclista conocidos como "Black Hearts" como los responsables.
| Actor                | Personaje             | Ocupación                         | Especialidad              | Episodios | Duración |
| -------------------- | --------------------- | --------------------------------- | ------------------------- | --------- | -------- |
| Malin Arvidsson      | Kerstin Holm          | Inspectora en Jefe de la Unidad   | -                         | 2         | 2015     |
| Shanti Roney         | Paul Hjelm            | Jefe de Asuntos Internos          | -                         | 2         | 2015     |
| Magnus Samuelsson    | Gunnar Nyberg         | Detective de la Unidad "Grupo A"  | -                         | 2         | 2015     |
| Niklas Åkerfelt      | Arto Söderstedt       | Detective de la Unidad "Grupo A"  | Análisis                  | 2         | 2015     |
| Alexander Salzberger | Jorge Chavez          | Detective de la Unidad "Grupo A"  | Tecnología en Información | 2         | 2015     |
| Vera Vitali          | Sara Svenhagen-Chavez | Detective de la Unidad "Grupo A"  | Pedofília y Tráfico       | 2         | 2015     |
| Natalie Minnevik     | Ida Jankowicz         | Detective de la Unidad "Grupo A"  | Idiomas                   | 2         | 2015     |
| Alexander Karim      | Bengt Åkesson         | Detective del Escuadrón de Vicios | -                         | 2         | 2015     |

### Arne Dahl: Efterskalv(2015)
La miniserie sueca fue transmitida del 29 de marzo del 2015 hasta el 5 de abril del 2015.
Después de que un tren de metro explota en los túneles de Estocolmo y el grupo "The Holy Riders of Siffin" afirma ser el responsable del ataque, el equipo especial "Grupo A" es llamado a la escena.
| Actor                | Personaje             | Ocupación                          | Especialidad              | Episodios | Duración |
| -------------------- | --------------------- | ---------------------------------- | ------------------------- | --------- | -------- |
| Malin Arvidsson      | Kerstin Holm          | Inspectora en Jefe de la Unidad    | -                         | 2         | 2015     |
| Shanti Roney         | Paul Hjelm            | Jefe de Asuntos Internos           | -                         | 2         | 2015     |
| Magnus Samuelsson    | Gunnar Nyberg         | Detective de la Unidad "Grupo A"   | -                         | 2         | 2015     |
| Niklas Åkerfelt      | Arto Söderstedt       | Detective de la Unidad "Grupo A"   | Análisis                  | 2         | 2015     |
| Alexander Salzberger | Jorge Chavez          | Detective de la Unidad "Grupo A"   | Tecnología en Información | 2         | 2015     |
| Vera Vitali          | Sara Svenhagen-Chavez | Detective de la Unidad "Grupo A"   | Pedofília y Tráfico       | 2         | 2015     |
| Kenneth Milldoff     | Frank Albrekt         | Comisionado Nacional de la Policía | -                         | 2         | 2015     |
| Natalie Minnevik     | Ida Jankowicz         | Detective de la Unidad "Grupo A"   | Idiomas                   | 2         | 2015     |

### Arne Dahl: Himmelsöga(2015)
La última entrega de la franquicia fue estrenada en dos episodios, los cuales fueron transmitidos del 12 de abril del 2015 al 19 de abril del 2015.
Cuando una mujer es encontrada colapsada en la calle después de haber escapado de un sótano desconocido luego de ser secuestrada, la unidad especial comenzará una investigación que los llevará a dos hermanos que son investigados por la Interpol.
| Actor                | Personaje             | Ocupación                          | Especialidad              | Episodios | Duración |
| -------------------- | --------------------- | ---------------------------------- | ------------------------- | --------- | -------- |
| Malin Arvidsson      | Kerstin Holm          | Inspectora en Jefe de la Unidad    | -                         | 2         | 2015     |
| Shanti Roney         | Paul Hjelm            | Jefe de Asuntos Internos           | -                         | 2         | 2015     |
| Magnus Samuelsson    | Gunnar Nyberg         | Detective de la Unidad "Grupo A"   | -                         | 2         | 2015     |
| Niklas Åkerfelt      | Arto Söderstedt       | Detective de la Unidad "Grupo A"   | Análisis                  | 2         | 2015     |
| Alexander Salzberger | Jorge Chavez          | Detective de la Unidad "Grupo A"   | Tecnología en Información | 2         | 2015     |
| Vera Vitali          | Sara Svenhagen-Chavez | Detective de la Unidad "Grupo A"   | Pedofília y Tráfico       | 2         | 2015     |
| Kenneth Milldoff     | Frank Albrekt         | Comisionado Nacional de la Policía | -                         | 2         | 2015     |
| Natalie Minnevik     | Ida Jankowicz         | Detective de la Unidad "Grupo A"   | Idiomas                   | 2         | 2015     |

## Premios y nominaciones
| Año  | Categoría                   | Premio       | Nominado              | Resultado |
| ---- | --------------------------- | ------------ | --------------------- | --------- |
| 2013 | Best International TV Drama | Dagger Award | Arne Dahl: Misterioso | Nominado  |

## Producción
La primera película del 2011 fue dirigida por Harald Hamrell, mientras que la segunda estrenada en octubre del 2012 fue dirigida por Mani Maserrat Agah, también conocida como Mani Maserrat.